# José Raúl Capablanca
José Raúl Capablanca y Graupera (Havana, 19. studenoga 1888. – New York, 8. ožujka 1942.) bio je kubanski šahist, diplomat, autor i treći svjetski šahovski prvak. Bio je poznat po brzini igre te izvrsnoj vještini u završnici. Uzima se za jednog od najvećih šahista u povijesti. Zbog načina igre poznat je i kao „šahovski Mozart”.
Rođen je 1888. u Havani u vojnoj utvrdi Castillo del Príncipe. Otac mu je bio vojni časnik. Šah je naučio igrati kao četverogodišnjak gledajući igre svog oca. S pet godina učlanio se u Havanski šahovski klub, gdje ga vodeći šahisti kluba nisu mogli pobijediti nakon razmjene dama. Godine 1901., u dobi od 12 godina, pobijedio je kubanskoga nacionalnog prvaka Juana Corza rezultatom 4:3 (+4 –3 =6).
Kao dijete učio je od partija američkih šahovskih legendi, Paula Morphyja i Harryja Nelsona Pillsburyja. Kasnije je o Pillsburyju napisao: „Učinak Pillsburyjevih predstava bio je trenutačan. Naelektrizirali su me i uz pristanak roditelja počeo sam posjećivati šahovski klub u Havani.”
Osvojio je naslov svjetskoga prvaka u Havani 1921. godine protiv njemačkog šahista, matematičara i filozofa Emanuela Laskera ne izgubivši niti jednu partiju (+4 –0 =10). Lasker je taj naslov prije Capablance nosio 27 godina. Naslov prvaka svijeta od Capablance preuzeo je Aleksandar Aljehin 1927. godine u Buenos Airesu (+3 –6 =25).

## Brzi uspon

### Djetinjstvo
Rođen je 19. studenog 1888. na Kubi, u obitelji vojnog časnika. Kako je naučio igrati šah opisao je u svojim knjigama i novinskim tekstovima:
 Nije mi bilo još ni pet godina kada sam jednom slučajno ušao u biro svoga oca i zatekao ga pri igri šaha s jednim gospodinom. Dotad ja uopće nisam vidio šah; figure su me zanimale te sam sljedećeg dana opet došao promatrati igru. Trećega dana dok sam promatrao igru, moj otac, još posve neiskusni novajlija, igrao je skakačem s jednog bijelog polja na drugo bijelo polje. Njegov protivnik, koji očigledno nije igrao bolje, nije to ni primijetio. Moj otac je dobio partiju, a ja sam ga tada nazvao varalicom i počeo ga ismijavati. Poslije manje svađe, kojom prilikom me otac umalo nije istjerao iz sobe, pokazao sam mu što je učinio. On me upitao otkuda i što ja znam o šahu. Odgovorio sam mu da ga mogu dobiti; on je rekao da je to nemoguće jer ja, vjerojatno, čak ni figure ne znam pravilno rasporediti. Pokušali smo igrati i – ja sam dobio. To je bio moj prvi nastup.
Capabanca je svoj prvi doživljaj šaha opisao riječima:
 Iako sam tada imao samo četiri godine, ubrzo sam mogao cijeniti činjenicu da se partija šaha može usporediti s vojnom bitkom – nešto što uključuje napad od strane jednog igrača, a obranu od strane drugog. Radnje ove prirode uvijek su na mene ostavljale dubok dojam. Sjećam se s kakvim sam užitkom slušao priču vojnika o zauzimanju redute ili hvatanju vojske u zamku. Stoga vjerujem da je moja rana i vrlo jaka privlačnost prema igri šaha bila posljedica jedinstvenog sklopa uma koji sam razvio kao rezultat svojega vojnog okruženja, a također i osebujne intuicije.
Capablanca je Emanuela Laskera prvi puta sreo u dobi od 18 godina u njujorškom Manhattan Chess Clubu. Značajan je bio tijek susreta:
 (…) Odvedeni smo u kut sobe gdje je muškarac srednjih godina, s poprilično velikom glavom, sjeo ispred ploče diskutirajući jednu partiju u tijeku. Nisam znao nikoga, i nitko nije znao mene. Niski je čovjek bio slušan s očitim respektom onih oko stola. Gledajući s posebnim zanimanjem, iznenadio sam se kad sam vidio kako drugi pristaju na poteze i objašnjenja koja su bila donekle iznad mene. Moja me mladenačka uobraženost natjerala da pomislim da je ono što sam čuo apsurdno i da je mali čovjek bio slab igrač. U jednom ili dva navrata bio sam na ivici da se umiješam kako bih proturječio cijenjenoj personi. Srećom, moja stara navika da gledam, bez riječi, spasila me od krajnje ponižavajućeg iskustva, jer sam nekoliko minuta kasnije predstavljen malom čovjeku, koji je bio ništa manje doli veliki dr. E. Lasker, tadašnji svjetski prvak.

### Porijeklo
Malo je poznato o Capablancinom porijeklu, no postoje izvori koji sugeriraju da su Capablancini predci bili talijanskog porijekla. Izvorno prezime obitelji bilo je Cappa Bianca, što znači „bijeli kaput”. To je prezime preoblikovano u Capablanca kada su se doselili u Španjolsku, za vrijeme vladavine Karla IV.

### Proboj u svjetski vrh i San Sebastián

#### Meč s Marshallom 1909.
Godine 1909., s dvadeset godina, Capablanca je dobio meč protiv prvaka SAD-a Franka Marshalla uvjerljivim rezultatom +8 –1 =14. To je bio prvi veliki rezultat Kubanca u njegovoj dugogodišnjoj karijeri. Kako je Marshall tada držao naslov prvaka SAD-a, a ovim porazom nije želio prepustiti taj naslov Capablanci opravdavajući to činjenicom da u to vrijeme Capablanca još nije bio američki državljanin, ovim je pothvatom potonji sebe prozvao prvakom Amerike.

#### Dvije studije
Ostale su zabilježene samo dvije Capablancine šahovske kompozicije. Prvu je rujanski broj iz 1908. godine časopisa Lasker's Chess Magazine opisao kao „izvorni doprinos i vrlo zanimljivu ratnu varku. Više lijepu nego tešku (...)”. No, Edward Winter točnost objavljenog rješenja dovodi u pitanje.
|   | a | b | c | d | e | f | g | h |   |
| 8 | h7 black rook · c6 black pawn · f6 black pawn · g6 black pawn · a5 black king · c5 black pawn · g5 black pawn · g4 black pawn · d3 white king · e3 white knight · g3 black pawn · b1 white rook | h7 black rook · c6 black pawn · f6 black pawn · g6 black pawn · a5 black king · c5 black pawn · g5 black pawn · g4 black pawn · d3 white king · e3 white knight · g3 black pawn · b1 white rook | h7 black rook · c6 black pawn · f6 black pawn · g6 black pawn · a5 black king · c5 black pawn · g5 black pawn · g4 black pawn · d3 white king · e3 white knight · g3 black pawn · b1 white rook | h7 black rook · c6 black pawn · f6 black pawn · g6 black pawn · a5 black king · c5 black pawn · g5 black pawn · g4 black pawn · d3 white king · e3 white knight · g3 black pawn · b1 white rook | h7 black rook · c6 black pawn · f6 black pawn · g6 black pawn · a5 black king · c5 black pawn · g5 black pawn · g4 black pawn · d3 white king · e3 white knight · g3 black pawn · b1 white rook | h7 black rook · c6 black pawn · f6 black pawn · g6 black pawn · a5 black king · c5 black pawn · g5 black pawn · g4 black pawn · d3 white king · e3 white knight · g3 black pawn · b1 white rook | h7 black rook · c6 black pawn · f6 black pawn · g6 black pawn · a5 black king · c5 black pawn · g5 black pawn · g4 black pawn · d3 white king · e3 white knight · g3 black pawn · b1 white rook | h7 black rook · c6 black pawn · f6 black pawn · g6 black pawn · a5 black king · c5 black pawn · g5 black pawn · g4 black pawn · d3 white king · e3 white knight · g3 black pawn · b1 white rook | 8 |
| 7 | h7 black rook · c6 black pawn · f6 black pawn · g6 black pawn · a5 black king · c5 black pawn · g5 black pawn · g4 black pawn · d3 white king · e3 white knight · g3 black pawn · b1 white rook | h7 black rook · c6 black pawn · f6 black pawn · g6 black pawn · a5 black king · c5 black pawn · g5 black pawn · g4 black pawn · d3 white king · e3 white knight · g3 black pawn · b1 white rook | h7 black rook · c6 black pawn · f6 black pawn · g6 black pawn · a5 black king · c5 black pawn · g5 black pawn · g4 black pawn · d3 white king · e3 white knight · g3 black pawn · b1 white rook | h7 black rook · c6 black pawn · f6 black pawn · g6 black pawn · a5 black king · c5 black pawn · g5 black pawn · g4 black pawn · d3 white king · e3 white knight · g3 black pawn · b1 white rook | h7 black rook · c6 black pawn · f6 black pawn · g6 black pawn · a5 black king · c5 black pawn · g5 black pawn · g4 black pawn · d3 white king · e3 white knight · g3 black pawn · b1 white rook | h7 black rook · c6 black pawn · f6 black pawn · g6 black pawn · a5 black king · c5 black pawn · g5 black pawn · g4 black pawn · d3 white king · e3 white knight · g3 black pawn · b1 white rook | h7 black rook · c6 black pawn · f6 black pawn · g6 black pawn · a5 black king · c5 black pawn · g5 black pawn · g4 black pawn · d3 white king · e3 white knight · g3 black pawn · b1 white rook | h7 black rook · c6 black pawn · f6 black pawn · g6 black pawn · a5 black king · c5 black pawn · g5 black pawn · g4 black pawn · d3 white king · e3 white knight · g3 black pawn · b1 white rook | 7 |
| 6 | h7 black rook · c6 black pawn · f6 black pawn · g6 black pawn · a5 black king · c5 black pawn · g5 black pawn · g4 black pawn · d3 white king · e3 white knight · g3 black pawn · b1 white rook | h7 black rook · c6 black pawn · f6 black pawn · g6 black pawn · a5 black king · c5 black pawn · g5 black pawn · g4 black pawn · d3 white king · e3 white knight · g3 black pawn · b1 white rook | h7 black rook · c6 black pawn · f6 black pawn · g6 black pawn · a5 black king · c5 black pawn · g5 black pawn · g4 black pawn · d3 white king · e3 white knight · g3 black pawn · b1 white rook | h7 black rook · c6 black pawn · f6 black pawn · g6 black pawn · a5 black king · c5 black pawn · g5 black pawn · g4 black pawn · d3 white king · e3 white knight · g3 black pawn · b1 white rook | h7 black rook · c6 black pawn · f6 black pawn · g6 black pawn · a5 black king · c5 black pawn · g5 black pawn · g4 black pawn · d3 white king · e3 white knight · g3 black pawn · b1 white rook | h7 black rook · c6 black pawn · f6 black pawn · g6 black pawn · a5 black king · c5 black pawn · g5 black pawn · g4 black pawn · d3 white king · e3 white knight · g3 black pawn · b1 white rook | h7 black rook · c6 black pawn · f6 black pawn · g6 black pawn · a5 black king · c5 black pawn · g5 black pawn · g4 black pawn · d3 white king · e3 white knight · g3 black pawn · b1 white rook | h7 black rook · c6 black pawn · f6 black pawn · g6 black pawn · a5 black king · c5 black pawn · g5 black pawn · g4 black pawn · d3 white king · e3 white knight · g3 black pawn · b1 white rook | 6 |
| 5 | h7 black rook · c6 black pawn · f6 black pawn · g6 black pawn · a5 black king · c5 black pawn · g5 black pawn · g4 black pawn · d3 white king · e3 white knight · g3 black pawn · b1 white rook | h7 black rook · c6 black pawn · f6 black pawn · g6 black pawn · a5 black king · c5 black pawn · g5 black pawn · g4 black pawn · d3 white king · e3 white knight · g3 black pawn · b1 white rook | h7 black rook · c6 black pawn · f6 black pawn · g6 black pawn · a5 black king · c5 black pawn · g5 black pawn · g4 black pawn · d3 white king · e3 white knight · g3 black pawn · b1 white rook | h7 black rook · c6 black pawn · f6 black pawn · g6 black pawn · a5 black king · c5 black pawn · g5 black pawn · g4 black pawn · d3 white king · e3 white knight · g3 black pawn · b1 white rook | h7 black rook · c6 black pawn · f6 black pawn · g6 black pawn · a5 black king · c5 black pawn · g5 black pawn · g4 black pawn · d3 white king · e3 white knight · g3 black pawn · b1 white rook | h7 black rook · c6 black pawn · f6 black pawn · g6 black pawn · a5 black king · c5 black pawn · g5 black pawn · g4 black pawn · d3 white king · e3 white knight · g3 black pawn · b1 white rook | h7 black rook · c6 black pawn · f6 black pawn · g6 black pawn · a5 black king · c5 black pawn · g5 black pawn · g4 black pawn · d3 white king · e3 white knight · g3 black pawn · b1 white rook | h7 black rook · c6 black pawn · f6 black pawn · g6 black pawn · a5 black king · c5 black pawn · g5 black pawn · g4 black pawn · d3 white king · e3 white knight · g3 black pawn · b1 white rook | 5 |
| 4 | h7 black rook · c6 black pawn · f6 black pawn · g6 black pawn · a5 black king · c5 black pawn · g5 black pawn · g4 black pawn · d3 white king · e3 white knight · g3 black pawn · b1 white rook | h7 black rook · c6 black pawn · f6 black pawn · g6 black pawn · a5 black king · c5 black pawn · g5 black pawn · g4 black pawn · d3 white king · e3 white knight · g3 black pawn · b1 white rook | h7 black rook · c6 black pawn · f6 black pawn · g6 black pawn · a5 black king · c5 black pawn · g5 black pawn · g4 black pawn · d3 white king · e3 white knight · g3 black pawn · b1 white rook | h7 black rook · c6 black pawn · f6 black pawn · g6 black pawn · a5 black king · c5 black pawn · g5 black pawn · g4 black pawn · d3 white king · e3 white knight · g3 black pawn · b1 white rook | h7 black rook · c6 black pawn · f6 black pawn · g6 black pawn · a5 black king · c5 black pawn · g5 black pawn · g4 black pawn · d3 white king · e3 white knight · g3 black pawn · b1 white rook | h7 black rook · c6 black pawn · f6 black pawn · g6 black pawn · a5 black king · c5 black pawn · g5 black pawn · g4 black pawn · d3 white king · e3 white knight · g3 black pawn · b1 white rook | h7 black rook · c6 black pawn · f6 black pawn · g6 black pawn · a5 black king · c5 black pawn · g5 black pawn · g4 black pawn · d3 white king · e3 white knight · g3 black pawn · b1 white rook | h7 black rook · c6 black pawn · f6 black pawn · g6 black pawn · a5 black king · c5 black pawn · g5 black pawn · g4 black pawn · d3 white king · e3 white knight · g3 black pawn · b1 white rook | 4 |
| 3 | h7 black rook · c6 black pawn · f6 black pawn · g6 black pawn · a5 black king · c5 black pawn · g5 black pawn · g4 black pawn · d3 white king · e3 white knight · g3 black pawn · b1 white rook | h7 black rook · c6 black pawn · f6 black pawn · g6 black pawn · a5 black king · c5 black pawn · g5 black pawn · g4 black pawn · d3 white king · e3 white knight · g3 black pawn · b1 white rook | h7 black rook · c6 black pawn · f6 black pawn · g6 black pawn · a5 black king · c5 black pawn · g5 black pawn · g4 black pawn · d3 white king · e3 white knight · g3 black pawn · b1 white rook | h7 black rook · c6 black pawn · f6 black pawn · g6 black pawn · a5 black king · c5 black pawn · g5 black pawn · g4 black pawn · d3 white king · e3 white knight · g3 black pawn · b1 white rook | h7 black rook · c6 black pawn · f6 black pawn · g6 black pawn · a5 black king · c5 black pawn · g5 black pawn · g4 black pawn · d3 white king · e3 white knight · g3 black pawn · b1 white rook | h7 black rook · c6 black pawn · f6 black pawn · g6 black pawn · a5 black king · c5 black pawn · g5 black pawn · g4 black pawn · d3 white king · e3 white knight · g3 black pawn · b1 white rook | h7 black rook · c6 black pawn · f6 black pawn · g6 black pawn · a5 black king · c5 black pawn · g5 black pawn · g4 black pawn · d3 white king · e3 white knight · g3 black pawn · b1 white rook | h7 black rook · c6 black pawn · f6 black pawn · g6 black pawn · a5 black king · c5 black pawn · g5 black pawn · g4 black pawn · d3 white king · e3 white knight · g3 black pawn · b1 white rook | 3 |
| 2 | h7 black rook · c6 black pawn · f6 black pawn · g6 black pawn · a5 black king · c5 black pawn · g5 black pawn · g4 black pawn · d3 white king · e3 white knight · g3 black pawn · b1 white rook | h7 black rook · c6 black pawn · f6 black pawn · g6 black pawn · a5 black king · c5 black pawn · g5 black pawn · g4 black pawn · d3 white king · e3 white knight · g3 black pawn · b1 white rook | h7 black rook · c6 black pawn · f6 black pawn · g6 black pawn · a5 black king · c5 black pawn · g5 black pawn · g4 black pawn · d3 white king · e3 white knight · g3 black pawn · b1 white rook | h7 black rook · c6 black pawn · f6 black pawn · g6 black pawn · a5 black king · c5 black pawn · g5 black pawn · g4 black pawn · d3 white king · e3 white knight · g3 black pawn · b1 white rook | h7 black rook · c6 black pawn · f6 black pawn · g6 black pawn · a5 black king · c5 black pawn · g5 black pawn · g4 black pawn · d3 white king · e3 white knight · g3 black pawn · b1 white rook | h7 black rook · c6 black pawn · f6 black pawn · g6 black pawn · a5 black king · c5 black pawn · g5 black pawn · g4 black pawn · d3 white king · e3 white knight · g3 black pawn · b1 white rook | h7 black rook · c6 black pawn · f6 black pawn · g6 black pawn · a5 black king · c5 black pawn · g5 black pawn · g4 black pawn · d3 white king · e3 white knight · g3 black pawn · b1 white rook | h7 black rook · c6 black pawn · f6 black pawn · g6 black pawn · a5 black king · c5 black pawn · g5 black pawn · g4 black pawn · d3 white king · e3 white knight · g3 black pawn · b1 white rook | 2 |
| 1 | h7 black rook · c6 black pawn · f6 black pawn · g6 black pawn · a5 black king · c5 black pawn · g5 black pawn · g4 black pawn · d3 white king · e3 white knight · g3 black pawn · b1 white rook | h7 black rook · c6 black pawn · f6 black pawn · g6 black pawn · a5 black king · c5 black pawn · g5 black pawn · g4 black pawn · d3 white king · e3 white knight · g3 black pawn · b1 white rook | h7 black rook · c6 black pawn · f6 black pawn · g6 black pawn · a5 black king · c5 black pawn · g5 black pawn · g4 black pawn · d3 white king · e3 white knight · g3 black pawn · b1 white rook | h7 black rook · c6 black pawn · f6 black pawn · g6 black pawn · a5 black king · c5 black pawn · g5 black pawn · g4 black pawn · d3 white king · e3 white knight · g3 black pawn · b1 white rook | h7 black rook · c6 black pawn · f6 black pawn · g6 black pawn · a5 black king · c5 black pawn · g5 black pawn · g4 black pawn · d3 white king · e3 white knight · g3 black pawn · b1 white rook | h7 black rook · c6 black pawn · f6 black pawn · g6 black pawn · a5 black king · c5 black pawn · g5 black pawn · g4 black pawn · d3 white king · e3 white knight · g3 black pawn · b1 white rook | h7 black rook · c6 black pawn · f6 black pawn · g6 black pawn · a5 black king · c5 black pawn · g5 black pawn · g4 black pawn · d3 white king · e3 white knight · g3 black pawn · b1 white rook | h7 black rook · c6 black pawn · f6 black pawn · g6 black pawn · a5 black king · c5 black pawn · g5 black pawn · g4 black pawn · d3 white king · e3 white knight · g3 black pawn · b1 white rook | 1 |
|   | a | b | c | d | e | f | g | h |   |

Capablancina iduća i jedina kompozicija koju je za preostala života skladao, pojavila se 22. siječnja 1910. na stranici 133 šahovskog časopisa The Chess Weekly. Pozicija je dana sljedećim dijagramom.
|   | a                                                                                              | b                                                                                              | c                                                                                              | d                                                                                              | e                                                                                              | f                                                                                              | g                                                                                              | h                                                                                              |   |
| 8 | f8 white queen · c4 white king · h4 black pawn · g3 black pawn · h3 black king · b2 white pawn | f8 white queen · c4 white king · h4 black pawn · g3 black pawn · h3 black king · b2 white pawn | f8 white queen · c4 white king · h4 black pawn · g3 black pawn · h3 black king · b2 white pawn | f8 white queen · c4 white king · h4 black pawn · g3 black pawn · h3 black king · b2 white pawn | f8 white queen · c4 white king · h4 black pawn · g3 black pawn · h3 black king · b2 white pawn | f8 white queen · c4 white king · h4 black pawn · g3 black pawn · h3 black king · b2 white pawn | f8 white queen · c4 white king · h4 black pawn · g3 black pawn · h3 black king · b2 white pawn | f8 white queen · c4 white king · h4 black pawn · g3 black pawn · h3 black king · b2 white pawn | 8 |
| 7 | f8 white queen · c4 white king · h4 black pawn · g3 black pawn · h3 black king · b2 white pawn | f8 white queen · c4 white king · h4 black pawn · g3 black pawn · h3 black king · b2 white pawn | f8 white queen · c4 white king · h4 black pawn · g3 black pawn · h3 black king · b2 white pawn | f8 white queen · c4 white king · h4 black pawn · g3 black pawn · h3 black king · b2 white pawn | f8 white queen · c4 white king · h4 black pawn · g3 black pawn · h3 black king · b2 white pawn | f8 white queen · c4 white king · h4 black pawn · g3 black pawn · h3 black king · b2 white pawn | f8 white queen · c4 white king · h4 black pawn · g3 black pawn · h3 black king · b2 white pawn | f8 white queen · c4 white king · h4 black pawn · g3 black pawn · h3 black king · b2 white pawn | 7 |
| 6 | f8 white queen · c4 white king · h4 black pawn · g3 black pawn · h3 black king · b2 white pawn | f8 white queen · c4 white king · h4 black pawn · g3 black pawn · h3 black king · b2 white pawn | f8 white queen · c4 white king · h4 black pawn · g3 black pawn · h3 black king · b2 white pawn | f8 white queen · c4 white king · h4 black pawn · g3 black pawn · h3 black king · b2 white pawn | f8 white queen · c4 white king · h4 black pawn · g3 black pawn · h3 black king · b2 white pawn | f8 white queen · c4 white king · h4 black pawn · g3 black pawn · h3 black king · b2 white pawn | f8 white queen · c4 white king · h4 black pawn · g3 black pawn · h3 black king · b2 white pawn | f8 white queen · c4 white king · h4 black pawn · g3 black pawn · h3 black king · b2 white pawn | 6 |
| 5 | f8 white queen · c4 white king · h4 black pawn · g3 black pawn · h3 black king · b2 white pawn | f8 white queen · c4 white king · h4 black pawn · g3 black pawn · h3 black king · b2 white pawn | f8 white queen · c4 white king · h4 black pawn · g3 black pawn · h3 black king · b2 white pawn | f8 white queen · c4 white king · h4 black pawn · g3 black pawn · h3 black king · b2 white pawn | f8 white queen · c4 white king · h4 black pawn · g3 black pawn · h3 black king · b2 white pawn | f8 white queen · c4 white king · h4 black pawn · g3 black pawn · h3 black king · b2 white pawn | f8 white queen · c4 white king · h4 black pawn · g3 black pawn · h3 black king · b2 white pawn | f8 white queen · c4 white king · h4 black pawn · g3 black pawn · h3 black king · b2 white pawn | 5 |
| 4 | f8 white queen · c4 white king · h4 black pawn · g3 black pawn · h3 black king · b2 white pawn | f8 white queen · c4 white king · h4 black pawn · g3 black pawn · h3 black king · b2 white pawn | f8 white queen · c4 white king · h4 black pawn · g3 black pawn · h3 black king · b2 white pawn | f8 white queen · c4 white king · h4 black pawn · g3 black pawn · h3 black king · b2 white pawn | f8 white queen · c4 white king · h4 black pawn · g3 black pawn · h3 black king · b2 white pawn | f8 white queen · c4 white king · h4 black pawn · g3 black pawn · h3 black king · b2 white pawn | f8 white queen · c4 white king · h4 black pawn · g3 black pawn · h3 black king · b2 white pawn | f8 white queen · c4 white king · h4 black pawn · g3 black pawn · h3 black king · b2 white pawn | 4 |
| 3 | f8 white queen · c4 white king · h4 black pawn · g3 black pawn · h3 black king · b2 white pawn | f8 white queen · c4 white king · h4 black pawn · g3 black pawn · h3 black king · b2 white pawn | f8 white queen · c4 white king · h4 black pawn · g3 black pawn · h3 black king · b2 white pawn | f8 white queen · c4 white king · h4 black pawn · g3 black pawn · h3 black king · b2 white pawn | f8 white queen · c4 white king · h4 black pawn · g3 black pawn · h3 black king · b2 white pawn | f8 white queen · c4 white king · h4 black pawn · g3 black pawn · h3 black king · b2 white pawn | f8 white queen · c4 white king · h4 black pawn · g3 black pawn · h3 black king · b2 white pawn | f8 white queen · c4 white king · h4 black pawn · g3 black pawn · h3 black king · b2 white pawn | 3 |
| 2 | f8 white queen · c4 white king · h4 black pawn · g3 black pawn · h3 black king · b2 white pawn | f8 white queen · c4 white king · h4 black pawn · g3 black pawn · h3 black king · b2 white pawn | f8 white queen · c4 white king · h4 black pawn · g3 black pawn · h3 black king · b2 white pawn | f8 white queen · c4 white king · h4 black pawn · g3 black pawn · h3 black king · b2 white pawn | f8 white queen · c4 white king · h4 black pawn · g3 black pawn · h3 black king · b2 white pawn | f8 white queen · c4 white king · h4 black pawn · g3 black pawn · h3 black king · b2 white pawn | f8 white queen · c4 white king · h4 black pawn · g3 black pawn · h3 black king · b2 white pawn | f8 white queen · c4 white king · h4 black pawn · g3 black pawn · h3 black king · b2 white pawn | 2 |
| 1 | f8 white queen · c4 white king · h4 black pawn · g3 black pawn · h3 black king · b2 white pawn | f8 white queen · c4 white king · h4 black pawn · g3 black pawn · h3 black king · b2 white pawn | f8 white queen · c4 white king · h4 black pawn · g3 black pawn · h3 black king · b2 white pawn | f8 white queen · c4 white king · h4 black pawn · g3 black pawn · h3 black king · b2 white pawn | f8 white queen · c4 white king · h4 black pawn · g3 black pawn · h3 black king · b2 white pawn | f8 white queen · c4 white king · h4 black pawn · g3 black pawn · h3 black king · b2 white pawn | f8 white queen · c4 white king · h4 black pawn · g3 black pawn · h3 black king · b2 white pawn | f8 white queen · c4 white king · h4 black pawn · g3 black pawn · h3 black king · b2 white pawn | 1 |
|   | a                                                                                              | b                                                                                              | c                                                                                              | d                                                                                              | e                                                                                              | f                                                                                              | g                                                                                              | h                                                                                              |   |

#### Turnir u San Sebástianu 1911.
Marshall je inzistirao da Capablanca sudjeluje na turniru u San Sebastiánu u Španjolskoj 1911. godine. To je bio jedan od najznačajnijih turnira tog vremena; svi vodeći svjetski šahisti, osim svjetskog prvaka Emanuela Laskera, sudjelovali su u njemu. Na početku turnira, Ossip Bernstein i Aron Nimcovič zamjerali su sudjelovanje Capablanci zbog toga što dotada nije osvojio niti jedan značajan turnir. Međutim, nakon što je Capablanca dobio prvu partiju protiv Bernsteina, čime je osvojio i nagradu za ljepotu (eng. brilliancy prize), Bernstein je potvrdio da je Capablanca vrlo talentiran i rekao da se ne bi iznenadio ako osvoji turnir. Nimcovič se uvrijedio kada je Capablanca prokomentirao, gledajući ga kako igra jednu brzopoteznu partiju, da bi nedokazani šahisti trebali držati jezik za zubima u nazočnosti boljih. Capablanca je ubrzo izazvao Nimcoviča na seriju brzopoteznih partija, koje je s lakoćom dobio. Okupljeni su šahisti zaključili da Capablanci nema ravnog u brzopoteznom šahu.[nedostaje izvor]

Capablanca je u konačnici zapanjio cijeli šahovski svijet zauzevši prvo mjesto u San Sebastiánu rezultatom od šest pobjeda i jednim porazom. Time je završio ispred Akibe Rubinsteina, Carla Schlechtera i Siegberta Tarrascha. Lasker je tada o Capablanci za njujorški Evening post izjavio:
 Svijet bi dobio malo da je postao inženjerom; šahovski svijet time bi sigurno bio siromašniji.
Godine 1911. Capablanca je izazvao Emanuela Laskera na meč za svjetskog prvaka. Lasker je prihvatio izazov, ali i postavio sedamnaest uvjeta za susret. Budući da Capablanca nije prihvatio neke od uvjeta, susret se nije odigrao sve do 1921. godine.[nedostaje izvor]

### Publicistika i diplomacija
Od 1912. do 1915. godine Capablanca izdaje šahovski magazin u Havani. U rujnu 1913. dobiva posao u Ministarstvu vanjskih poslova Kube, što mu je omogućilo financijsku sigurnost tijekom ostatka života: „Nije imao posebne dužnosti, ali se od njega očekivalo da djeluje kao neka vrsta veleposlanika, poznate osobe koja će staviti Kubu na kartu gdjegod putovao.”

### Nastavak šahovskih aktivnosti
Godine 1913. u Rusiji je održan egzibicijski meč Savorin Cup između Capablance i trojice mladih uzdanica ruskog šaha: Aleksandra Aljehina, Eugena Znosko-Borovskog i Fjodora Dus-Hotimirskog (poznatog po „Zmajevki”, poznatoj varijanti Sicilijanske obrane). Capablanca je odigrao po dvije partije sa svakim, a izgubio je samo jednu – onu protiv Znosko-Borovskog (značajnog ruskog šahista koji je poznat po svojoj knjizi Umjetnost šahovske kombinacije). Capablanca bi turnir bio osvojio tek u slučaju da dobije sve partije, a turnir u suprotnom ide u ruke najbolje plasiranom od ostale trojice. Zato je pobjednik bio Eugene Znosko-Borovski. Ovaj je turnir povijesno značajan i po tome što bilježi prvi susret kasnijih rivala – Capablance i Aljehina, koji će od Kubanca preuzeti titulu 14 godina kasnije.[nedostaje izvor]

### Prvi susret s Laskerom
Na velikom turniru 1914. godine u Sankt-Peterburgu, uz prisustvo većine svjetski poznatih šahista (osim onih iz Austro-Ugarske) Capablanca je prvi puta odigrao susret protiv Laskera. Capablanca je poveo za jedan i pol bod u preliminarnoj rundi i natjerao Laskera da se grčevito bori za remi. Ponovno je osvojio nagradu za ljepotu susretom protiv Bernsteina i ostvario vrlo cijenjene pobjede protiv Davida Janowskog, Nimcoviča i Aljehina. Međutim, Capablanca je zbog Laskerova povratka u drugom dijelu natjecanja završio tek na drugome mjestu, s 13 bodova te svega pola boda manje od prvoplasiranog Laskera. Ipak, pobijedio je Aleksandra Aljehina, koji je završio na trećemu mjestu.
Prema nekim je izvorima i mnogim šahovskim knjigama ruski car Nikola II. nakon turnira proglasio pet dobitnika nagrada za šahovske velemajstore (Laskera, Capablancu, Aljehina, Tarrascha i Marshalla), no nije pronađen izvor prije 1940. koji bi sugerirao da se takav događaj uistinu dogodio.

## Život i karijera

### Meč s Kostićem u Havani
Kao preludij za prvenstvo svijeta, Capablanca je u proljeće 1919. u Havani odigrao meč sa srpskim majstorom Borislavom Kostićem. Do tog meča njih su dvojica odigrali svega četiri partije i sve su završile remijem. Iako se meč trebao sastojati od osam partija, nakon pete je partije Kostić predao meč. Zanimljivo je da je Sava Gerdec Kostiću jednom rekao: „Señor Capa igra poput Boga i, moj dragi Borise, nije moguće učiniti ništa.” Kostić je odgovorio: „Čini se, Sava, da si u pravu.” Pobjedivši svih pet partija Capablanca će kasnije tvrditi da je bio na vrhuncu upravo u meču protiv Kostića.

### Meč za svjetski naslov
Uvidjevši da Capablanca postaje odviše dobar, Emanuel Lasker, tadašnji svjetski prvak, prepustio mu je 1920. godine naslov prvaka rekavši mu:
 Nisi stekao naslov preko obrasca izazivača, nego putem svog briljantnog majstorstva.
Sudeći po šahovskim publikacijama toga vremena, nije bilo prihvatljivo da Capablanca postane prvak na ovaj način: osjećalo se da bi Lasker mogao odustati od naslova svjetskog prvaka, ali smatralo se da nije imao pravo imenovati Capablancu prvakom. Kasnije je Lasker, 1920. godine, pristao odigrati meč kao izazivač. Odigrali su susret u Havani 1921. godine i Capablanca je pobijedio Laskera s četiri pobjede uz deset remija i bez poraza (+4 –0 =10). Takav podvig osvajanja titule svjetskog prvaka bez izgubljenog susreta nije se ponovio gotovo osam desetljeća, sve dok Vladimir Kramnik 2000. godine nije pobijedio Garija Kasparova (+2 –0 =13).

### Aktivnosti poslije osvajanja naslova
Novi svjetski prvak imao je prevlast na velikom turniru u Londonu 1922. godine. Porastao je broj svjetski jakih šahista. Na spomenutom turniru Capablanca je uvjerljivo bio najbolji, osvojivši prvo mjesto s cijelih 1.5 bod više od najbližeg pratitelja Aljehina. Rezultat koji je ostvario na turniru bio je +11 –0 =4. Poslije Aljehina, najviše bodova na turniru imali su Milan Vidmar, Akiba Rubinstein i Efim Bogoljubov. Najpoznatije su Capablancine partije s tog turnira one protiv Znosko-Borovskog i engleskog šahovskog majstora Freda Yatesa. Tartakower je kasnije o turniru napisao: „…Uza stalni osmijeh, uz šetnju od stola do stola ili uz razgovor sa svojim poznanicima, obavio je señor Capablanca, lako i graciozno, svoj moćni posao…”

### Turnir u New Yorku 1924.
Godine 1924. održan je veliki turnir u New Yorku. Ovaj turnir izdvaja se po tome što je na njemu Capablanca doživio prvi turnirski poraz nakon gotovo osam godina izgubivši partiju protiv Richarda Rétija, jednog od vodećih predstavnika tzv. „hipermodernista”. Naime, Capablanca je zadnji puta izgubio partiju 1916. godine protiv Oscara Chajesa. Partija je značajna i zato što ju je Réti otvorio potezom 1.Sf3, uz Englesko otvaranje najznačajnijim „hipermodernim” otvaranjem koje je nazvano njemu u čast, pa se ova partija simbolički uzima kao kraj apsolutne prevlasti konzervativnog (klasičnog) stila igre te se počinju sve češće rabiti tzv. indijske obrane kao što su Kraljeva i Nimcovičeva indijka, ali i do tada sporedna otvaranja poput Sicilijanske obrane, koja će procvat doživjeti neposredno nakon Drugoga svjetskog rata.[nedostaje izvor]
Rezultat koji je ostvario na turniru u New Yorku bio je +10 –1 =9. Zanimljivo, završio je kao drugi na turniru, iza prvoplasiranog Laskera, a ispred Aljehina. Laskera je Capablanca pobijedio u izravnom susretu.

### Diplomacija iTime
Između šahovskih aktivnosti Capablanca je odrađivao i brojne intervjue. U prosincu 1925. godine dospio je na naslovnicu američkog časopisa Time. 

### Karijera do gubitka naslova
Godine 1925. održan je turnir u Moskvi na kome je Capablanca osvojio treće mjesto, iza Bogoljubova i Laskera. Na slobodan dan tijekom turnira Capablanca je otputovao sve do Lenjingrada kako bi odigrao simultanku protiv trideset igrača prve kategorije. Nakon napornih pet i pol sati igre postigao je rezultat +18 –4 =8. Među igračima koji su ga pobijedili bio je i budući svjetski prvak, tada 14-godišnji Mihail Botvinik. Botvinik ne samo da pobijedio Capablancu trinaest godina kasnije (AVRO 1938.), već je i postao svjetskim prvakom 1948. godine. 
Tijekom turnira u Moskvi Capablanca je glumio u sovjetskome nijemom filmu Šahovska groznica (eng. Chess Fever) ruskog redatelja Vsevoloda Pudovkina.
Godine 1927. na turniru u New Yorku, igrajući po 4 meča protiv svakog protivnika, Capablanca je ostvario osam pobjeda i 12 remija, pobijedivši Aljehina, Vidmara i Spielmanna s 2.5:1.5, Nimcoviča s 3:1 i Marshalla s 3.5:0.5. Osvojio je uvjerljivo prvo mjesto, s čak 2.5 boda ispred Aljehina. Zanimljivo je da su jedino austrijski majstor Rudolf Spielmann (+2 –2 =8) i Estonac Paul Keres (+1 –0 =5) imali nenegativne rezultate protiv Capablance. 
Capablanca je nakon ovako uvjerljivo osvojenog turnira postao previše siguran u sebe, podcjenjujući pritom Aljehina u predstojećem susretu za naslov svjetskoga prvaka. U meč je ušao bez značajne fizičke i teorijske pripreme.[nedostaje izvor]

### Meč protiv Aljehina
Iste godine odigran je meč za titulu prvaka svijeta između Capablance i Aljehina. Rezultat je, nakon 34 odigrane partije, bio +3 –6 =25 u Aljehinovu korist. Natjecanje je trajalo 73 dana, što ga čini najduljim natjecanjem za naslov svjetskog prvaka ikada održanog. Turnir je poznat i po intenzivnoj uporabi Daminog gambita, što je vjerojatno uzrokovano nedostatkom Capablancine pripreme. Mnogi smatraju kako je Aljehinov bolji psihološki pristup igri pridonio ishodu meča.
Ovim je turnirom Capablanca izgubio naslov svjetskog prvaka, predavši 34. partiju meča 29. studenog 1927. uz čestitnu notu: „Dragi gospodine Aljehinu, predajem partiju. Vi ste, dakle, prvak svijeta i čestitam Vam na tom uspjehu.” Ipak, Capablanca se nije pojavio na završnoj ceremoniji.

### Nakon gubitka naslova
Aljehin od tada počinje izbjegavati mečeve protiv Capablance. Nije se pojavljivao na turnirima na kojima je Capablanca sudjelovao. Nije prihvaćao izazove od Capablance. Nakon što je 1935. Aljehin izgubio titulu od Euwea, nije mogao odbiti pojavljivanje na jakom notingemskom turniru na kojem je sudjelovao i Capablanca. Capablanca je konačno dobio priliku zaigrati s njim i trijumfirao je u oba izravna susreta.
Po gubitku naslova svjetskog prvaka, Capablanca je osvojio još nekoliko značajnih turnira. Godinu dana nakon gubitka titule, 1928. godine, Capablanca je osvojio prvo mjesto na Berlinskom turniru. Godine 1929. osvaja turnire u Budimpešti i Barceloni, a 1931. turnir u New Yorku. 
Godine 1935. pobjeđuje Laskera u Moskvi u izravnom susretu, i to Sicilijanskom obranom. Godine 1936. na notingemskom turniru pobjeđuje ispred igrača poput Botvinika, Euwea (tadašnjeg svjetskog prvaka), Rubena Finea, Reshevskog, Aljehina i Flohra.

## Posljednje godine
Na osmoj šahovskoj olimpijadi u Argentini 1939. godine, Capablanca završava svoju bogatu karijeru sjajnim priznanjem za prvog igrača turnira i osvajanjem individualne zlatne medalje.
Karijera slavnog Kubanca ušla je u legendu i postala temom brojnih šahovskih knjiga. Najznačajniji šahovski povjesničar 20. i 21. stoljeća, Edward Winter, njegovu je karijeru sažeo u svojem monumentalnom djelu Capablanca, koje se i danas smatra jednom od najboljih knjiga o šahu uopće.

### Smrt
Dan prije njegove smrti 1942. godine, vaskularni kirurg dr. Schwarzer rekao je Capablanci da je njegov život ugrožen i da pod svaku cijenu izbjegava stres, na što je Capablanca odgovorio da to nije moguće jer su njegova bivša žena i djeca protiv njega započeli sudsku parnicu.[nedostaje izvor]
Dok je promatrao ležernu partiju u Manhattan Chess Clubu, Capablanci je naglo pozlilo. Zatražio je pomoć u skidanju kaputa i ubrzo nakon izgubio svijest. Žurno je prevezen u Mount Sinai Hospital, u bolnicu u kojoj je Lasker preminuo godinu dana ranije. Capablanca je preminuo idućeg jutra, 8. ožujka 1942. godine, a kao uzrok smrti navodi se moždani udar uzrokovan nasljednom hipertenzijom.
U potpunoj autopsiji koju su proveli liječnici Moschcowitz, Prill i Levin uočeno je kako je Capablancin desni talamus bio gotovo potpuno uništen, a na njegovom se mjestu nalazio hematom duljine i širine oko 5 cm. Ventrikularni sustav bio je preplavljen krvlju. Također, Capablancin je srčani mišić bio mase oko 500 g, što je za gotovo 200 grama više od zdravog srca.
Capablancin sprovod održan je tjedan dana kasnije, 15. ožujka 1942., a za sprovod se osobno pobrinuo predsjednik Kube Fulgencio Batista.

Lasker je jednom o Capablanci rekao:
 Poznavao sam mnoge šahiste, ali među njima bio je samo jedan genij: Capablanca! Njegov je ideal bio pobijediti manevriranjem. Capablancina genijalnost otkriva se u njegovom ispitivanju protivnikovih slabih točaka. Njegovom oštrom oku ne može pobjeći ni najmanja slabost protivnika.
Iako su bili neprijatelji za šahovskom pločom te nimalo bliski izvan nje, rivalstvo Joséa Capablance i Aleksandra Aljehina ostaje kao jedno od najvećih u povijesti. Nakon smrti Capablance, Aljehin je odao počast legendarnom Kubancu riječima:
 Capablanca je prerano otet iz svijeta šaha. Njegovom smrću izgubili smo velikog šahovskog genija čijega sličnog više nikada nećemo vidjeti.

## Stil igre
Mnogi ističu kako je Capablanca, unatoč slabijoj teorijskoj pripremi, bio izuzetno učinkovit zbog izrazito visoke točnosti igre u jednostavnim, tipičnim pozicijama. Odlikovao se jednostavnom, dinamičnom igrom i dao velik doprinos općoj šahovskoj teoriji. U svojim je djelima izrazio golemu važnost temeljnih šahovskih principa kao putokaz u rasuđivanju određene pozicije. Mnoge je pozicije s lakoćom uspijevao reducirati i dovesti ih u slične onima u kojima se već našao, pa je tako vrlo često pobjeđivao u konačnicama, po čemu je i danas poznat. Također, prvi je istaknuti šahist koji je prije sve teorije preporučavao početnicima da šah počinju učiti od konačnice.[nedostaje izvor] U knjizi Posljednje šahovske lekcije piše: „Onaj tko čita ovu knjigu, čita opet i opet, i svaki put sve pažljivije, vidi da se ovdje ne objašnjavaju velike kombinacije i blistave partije, već sasvim jednostavne stvari koje se mnogima ne čine baš tako važnim.”
Zanimljivo, upravo je Alekseja Troickog Capablanca smatrao najvećim kompozitorom konačnica. O konačnicama je rekao: „Proučavanje konačnica nije korisno samo za sebe. Ono razvija razumijevanje pozicije, opće razumijevanje šaha i povećava u cjelini razinu igre šahista.”
On je također šahovski prvak s najmanjim brojem pogrešaka po broju poteza, što ipak ne čudi s obzirom na to da je osam godina (1916. – 1924.) bio neporažen, pa je upravo zbog toga prozvan šahovskim strojem. Unatoč tome, uvriježeno je mišljenje da je Capablanca u svojim partijama činio sitne nepreciznosti uslijed nedostatka tjelesne i teorijske pripreme. Ovu je tezu u svojoj prvoj knjizi Moji veliki prethodnici zagovarao Garry Kasparov, no ovo je uočio i Aljehin te o tome pisao nakon njihova meča u Buenos Airesu 1927. godine.
Mnogi velikani šaha poput Laskera, Botvinika, Fischera i Karpova smatrali su Capablancu najvećim igračem svih vremena.
Neki šahisti smatraju, u prvom redu Botvinik, da se pad u kvaliteti igre Kubanca 1930-ih može pripisati nedovoljnim radom na igri, ali i u padu sposobnosti računanja kratkih, ali brojnih varijanti. Capablanca svoj pozicijski stil igre tijekom života uglavnom nije mijenjao.[nedostaje izvor]
Za njegove se nasljednike po stilu igre uzimaju Mihail Botvinik, Bobby Fischer, Anatolij Karpov te Norvežanin Magnus Carlsen.[nedostaje izvor]
Njegov je način igre opisao Vladimir Kramnik, usporedivši ga s Mozartom:
 Capablancu možemo usporediti s Mozartom, čija se šarmantna glazba doimala kao glatki tok. Imam dojam da Capablanca nije ni znao zašto mu je draži ovaj ili onaj potez, samo je pomicao figure rukom. Da je puno radio na šahu, možda bi igrao lošije jer bi počeo pokušavati shvatiti stvari. Ali Capablanca nije morao ništa shvatiti, samo je morao pomicati figure!

## Rezultati mečeva i turnira
| godina | protivnik              | ishod   | mjesto          | rezultat  | rezultat  | bilješke |
| ------ | ---------------------- | ------- | --------------- | --------- | --------- | --- |
| 1901.  | Juan Corzo             | pobjeda | Havana          | 7 : 6     | +4 −3 =6  | Corzo je bio tadašnji prvak Kube. |
| 1909.  | Frank James Marshall   | pobjeda | New York        | 15 : 8    | +8 −1 =14 | |
| 1912.  | Charles Jaffe          | pobjeda | New York        | 2½ : ½    | +2 −0 =1  | |
| 1912.  | Oscar Chajes           | pobjeda | New York        | 1 : 0     | +1 −0 =0  | |
| 1913.  | Richard Teichmann      | pobjeda | Berlin          | 2 : 0     | +2 −0 =0  | |
| 1913.  | Jacques Mieses         | pobjeda | Berlin          | 2 : 0     | +2 −0 =0  | |
| 1913.  | Eugene Znosko-Borovski | remi    | Sankt Peterburg | 1 : 1     | +1 −1 =0  | Turnir (Savorin Cup) sastojao se od tri meča protiv trojice ruskih majstora. U slučaju maksimalna učinka (6/6), pobjeda ide Capablanci, a inače najbolje rangiranom od trojice ruskih majstora. Turnir je osvojio Znosko-Borovski. |
| 1913.  | Aleksandar Aljehin     | pobjeda | Sankt Peterburg | 2 : 0     | +2 −0 =0  | Turnir (Savorin Cup) sastojao se od tri meča protiv trojice ruskih majstora. U slučaju maksimalna učinka (6/6), pobjeda ide Capablanci, a inače najbolje rangiranom od trojice ruskih majstora. Turnir je osvojio Znosko-Borovski. |
| 1913.  | Fedor Dus-Khotimirski  | pobjeda | Sankt Peterburg | 2 : 0     | +2 −0 =0  | Turnir (Savorin Cup) sastojao se od tri meča protiv trojice ruskih majstora. U slučaju maksimalna učinka (6/6), pobjeda ide Capablanci, a inače najbolje rangiranom od trojice ruskih majstora. Turnir je osvojio Znosko-Borovski. |
| 1914.  | Ossip Bernstein        | pobjeda | Moskva          | 1½ : ½    | +1 −0 =1  | |
| 1914.  | Savielly Tartakower    | pobjeda | Beč             | 1½ : ½    | +1 −0 =1  | |
| 1914.  | Arnold Aurbach         | pobjeda | Pariz           | 2 : 0     | +2 −0 =0  | |
| 1919.  | Borislav Kostić        | pobjeda | Havana          | 5 : 0     | +5 −0 =0  | |
| 1921.  | Emanuel Lasker         | pobjeda | Havana          | 9 : 5     | +4 −0 =10 | Osvojeno svjetsko prvenstvo u šahu |
| 1927.  | Aleksandar Aljehin     | poraz   | Buenos Aires    | 15½ : 18½ | +3 −6 =25 | Izgubljeno svjetsko prvenstvo u šahu. |
| 1931.  | Max Euwe               | pobjeda | Nizozemska      | 6 : 4     | +2 −0 =8  | Euwe je bio svjetski prvak od 1935. do 1937. |

### Rezultati na značajnijim turnirima
- San Sebastián, 1911. (1. mjesto),
- Sankt Peterburg, 1914. (2. mjesto),
- Rice Memorial, 1916. (1. mjesto)
- New York, 1918. (1. mjesto),
- London, 1922. (1. mjesto),
- New York, 1924. (2. mjesto),
- Moskva, 1925. (3. mjesto),
- New York, 1927. (1. mjesto),
- Bad Kissingen, 1928. (2. mjesto)
- Barcelona, 1929. (1. mjesto)
- Carlsbad, 1929. (2. mjesto),
- Moskva, 1935. (4. mjesto),
- Moskva, 1936. (1. mjesto)[d]
- Nottingham, 1936. (1. mjesto)
- AVRO turnir u Nizozemskoj, 1938. (7. mjesto)
- Margate, 1939. (3. mjesto)
- Buenos Aires (šahovska olimpijada), 1939. (pojedinačno zlatno odličje)

## Zanimljivosti
- Postoji legenda da je u jednome trenutku za vrijeme turnira u Karlsbadu 1929. godine, u partiji protiv Friedricha Saemischa, Capablancina prelijepa žena ušla u salu, i da se on toliko zaljubio da je previdio da mu je skakač napadnut od protivničkog pješaka. Izgubio je i konja i partiju.[51]
- Postoje anegdote da Capablanca u svojoj mladosti nikad nije učio otvaranja iz šahovskih knjiga (što šahovski povjesničari dovode u pitanje), no pouzdano se smatra da je u djetinjstvu zanemario veći opseg teorije otvaranja i posvetio se konačnicama. To što je postao svjetski prvak usprkos toj činjenici čini ga vjerojatno i najvećim prirodnim šahovskim talentom koji je ikada živio.[nedostaje izvor]

- Sudjelovao je na 29 velikih turnira uz fantastičan učinak: osvojio je 15 prvih i 9 drugih mjesta.[52]

- U mečevima od 1909. do 1939. ostvario je +318 =249 –34. Niti jedan drugi majstor nije ostvario tako mali broj poraza. Nije izgubio niti jednu turnirsku partiju od 1916. to 1924., odigravši 63 partije bez poraza, zbog čega je prozvan „šahovskim strojem“.

## Znamenite partije
- Capablanca – Bernstein, San Sebastián, 1911.[e]
- Rubinstein – Capablanca, San Sebastián, 1911.
- Capablanca – Molina, Buenos Aires, 1911.
- Capablanca – Price, London, 1911.[f]
- Mieses – Capablanca, Berlin, 1913.[g]
- Capablanca – Teichmann, Berlin, 1913.[h]
- Capablanca – Mieses, Berlin, 1913.[54]
- Capablanca – Aljehin, Sankt Peterburg, 1913.[i]
- Bernstein – Capablanca, Moskva, 1914.[j]
- Capablanca – Villegas, Buenos Aires, 1914.
- Capablanca – Lasker, Sankt Peterburg, 1914.[k]
- Capablanca – Janowski, Sankt Peterburg, 1914.
- Janowski – Capablanca, New York, 1916.
- Marshall – Capablanca, New York, 1918.
- Capablanca – Fonaroff, New York, 1918.[l]
- Marshall – Capablanca, New York, 1918.
- Capablanca – Kostić, Havana, 1919.
- Capablanca – Winter, Hastings, 1919.[m]
- Lasker – Capablanca, Havana, 1921.
- Capablanca – Znosko-Borovsky, London, 1922.[n]
- Capablanca – Tartakower, New York, 1924.
- Capablanca – Yates, New York, 1924.[o]
- Nimcovič – Capablanca, New York, 1927.[p]
- Capablanca – Spielmann, New York, 1927.
- Capablanca – Colle, Barcelona, 1929.
- Capablanca – Treybal, Karlsbad, 1929.
- Botvinik – Capablanca, Amsterdam, 1938.

## Otvaranja nazvana po Capablanci
- Capablancina varijanta tzv. Ortodoksne obrane u Daminom gambitu: 1.d4 d5 2.c4 e6 3.Sc3 Sf6 4.Lg5 Le7 5.e3 O-O 6.Sf3 Sbd7 7.Tc1 b6 8.cxd5 exd5 9.Lb5;[60]
- Capablancina varijanta u Daminom gambitu: 1.d4 d5 2.c4 e6 3.Sc3 Sf6 4.Lg5 Le7 5.e3 O-O 6.Sf3 Sbd7 7.Tc1 c6 8.Ld3 dxc4 9.Lxc4 Sd5;[q][64][65]
- Capablancina varijanta Damine indijke: 1.d4 Sf6 2.c4 e6 3.Sf3 b6 4.g3 Lb7 5.Lg2 Lb4+ 6.Ld2 Le7 7.O-O O-O 8.Sc3.[66]
- Capablancina varijanta Nimcovičeve indijke (danas češće nazivana „klasičnom varijantom“): 1. d4 Sf6 2. c4 e6 4. Sc3 Lb4 5.Dc2;[67]
- Capablancina varijanta Engleskog otvaranja: 1.Sf3 d5 2.c4 c6 3.b3 Sf6 4.Lb2 Lg4;[68]
- Capablancina (Klasična) varijanta Caro-Kanna: 1.e4 c6 2.d4 d5 3.Sc3 (ili 3.Sd2) dxe4 4.Sxe4 Lf5.

## Djela
U ovom se odjeljku mogu naći sva Capablancina šahovska djela (izuzimajući razne bilješke koje je za života pisao za nekoliko američkih i kubanskih šahovskih časopisa).
- Udžbenik na španjolskome jeziku (engl. A textbook in the Spanish language), 1913.
- Početnica šaha (šp. Cartilla de Ajedrez), 1913.[r]
- Knjiga Međunarodnog majstorskog turnira u Havani, 1913. (engl. The Book of the Havana International Masters' Tournament, 1913), 1913.
- Moja šahovska karijera (engl. My Chess Career), autobiografija, 1920.
- Osnove šaha (engl. Chess Fundamentals), 1921.[s]
- Šahovski meč za svjetsko prvenstvo odigran u Havani između Josea Raula Capablance i dr. Emanuela Laskera: s uvodom, rezultatima svih partija koje je komentirao prvak, zajedno sa statističkim podatcima i biografijama dvojice majstora (engl. The World's Championship Chess Match Played at Havana Between Jose Raul Capablanca and Dr. Emanuel Lasker: With an Introduction, the Scores of All the Games Annotated by the Champion, Together with Statistical Matter and the Biographies of the Two Masters), 1921.
- Šahovska početnica (engl. A Primer of Chess), 1935.[t]

Postumno:
- Posljednje šahovske lekcije (eng. Last Lectures), 1967.[u]